# Cross Game
Cross Game (яп. クロスゲーム куросу гэму, рус. «Перекрёстная игра») — спортивная манга, созданная Мицуру Адати. Манга издавалась японской компанией Shogakukan в журнале Weekly Shōnen Sunday в период между 11 мая 2005 года и 17 февраля 2010 года. Издание составило 17 танкобонов, последний из которых был опубликован в апреле 2010 года, вскоре после окончания показа одноимённого аниме-сериала. В 2009 году манга стала лауреатом 54-й премии манги Shogakukan в категории «сёнэн» и, получив международное одобрение, имела большой успех. На основе манги было создано 50-серийное аниме, которое начало транслироваться по каналу TV Tokyo 5 апреля 2009 года и завершилось 28 марта 2010 года. Первая серия аниме, охватившая события, происходившие в первом томе манги, получила одобрительные оценки даже за пределами Японии.
История манги Cross Game повествует о мальчике по имени Ко Китамура и четырёх сёстрах Цукисима, живущих с ним по соседству. Сестёр зовут Итиё, Вакаба, Аоба и Момидзи. Вакаба и Ко родились в один день в одном роддоме. Они настолько близки, что Вакаба относится к Ко, как к своему парню, хотя Ко так не считает. Аоба, которая младше Вакабы на год, недолюбливает Ко за то, что он, по её мнению, пытается увести у неё сестру. После смерти Вакабы Ко и Аоба постепенно сближаются и стремятся воплотить в жизнь последнюю мечту Вакабы — увидеть их игру на школьном чемпионате по бейсболу, проходящему на стадионе Косиэн.
Манга поделена на несколько частей. Первая часть, содержащая пролог, рассказывает о том, как главный герой ходит в начальную школу, и заканчивается смертью Вакабы. События второй части происходят четыре года спустя, когда Ко учится в третьем классе средней школы. Третья часть продолжает вторую без временного промежутка, в ней Ко и Аоба отправляются на Косиэн.

## Сюжет манги

### Первая часть
Ко Китамура, сын владельца компании Kitamura Sports живёт по соседству с семьёй Цукисима, которая создала центр для игры в бейсбол. По причине долгих деловых отношений семьи Китамура и Цукисима дружны уже долгие годы, и их дети тесно общаются между собой. Особенно дружат Ко и Вакаба, однако Аоба проявляет ревность всякий раз, когда видит Ко вместе со старшей сестрой. Аоба является прирождённым питчером в прекрасной форме, и Ко тайно тренируется, чтобы когда-нибудь стать таким же, как она, хотя публично он не показывает большого интереса к бейсболу. В конце Вакаба погибает в результате несчастного случая, произошедшего в бассейне.

### Вторая часть
Ко учится в третьем классе и продолжает тайно тренироваться игре в бейсбол. Когда он приходит в среднюю школу Сэйсю, то вместе с друзьями детства Акаиси и Наканиси вступает в клуб бейсбола. Тут выясняется, что заместитель директора назначил нового главного тренера, а тот в свою очередь привёл учеников из других школ, которые вопреки правилам формируют основную школьную команду, которую возглавляет Юхэй Адзума, признанный идол школы. Однако Ко и его друзья отказываются пройти оценочные испытания, чтобы присоединиться к основной команде, и их определяют во второстепенную (запасную) команду, которую возглавляет бывший главный тренер Маэно, использующий школьный стадион для тренировок. Между командами начинается соперничество. Во время проведения летнего товарищеского матча запасная команда прикладывает все усилия, но проигрывает.
Во время летних каникул, в то время как основная команда принимает участие в квалификационном турнире префектуры, Маэно продолжает проводить тренировки запасной команды, которая в последнее время тесно взаимодействует с начальной школой при поддержке загадочного старика. Запасная команда проводит шесть тренировочных матчей с командами других школ, многие из которых на местных отборочных соревнованиях прошли в полуфинал, а некоторые достигли и более высокого результата. К концу летних каникул заместитель директора решает распустить запасную команду. Однако тренер Маэно просит дать возможность провести матч-реванш с основной командой, по результатам которого проигравшая команда будет распущена, а её тренер уйдёт. Запасная команда, к которой присоединяется Аоба, с большим трудом, но всё же одерживает победу. Основная команда распускается, а главный тренер и заместитель директора увольняются.
Наступает весна. Ко учится в средней школе Сэйсю уже второй год, и сюда же поступает учиться Аоба. Юхэй, бывший участник основной команды, остаётся в школе, и вместе с семьёй Ко он вынужден проживать здесь, так как по причине роспуска основной команды общежитие для неё также закрыли. Вновь созданная команда школы Сэйсю собирается достичь первого тура летнего квалификационного соревнования и бросить вызов команде средней школы Саннё. Однако они проигрывают соперникам второго тура, команде Рюё, и теряют право принимать участие в соревнованиях стадиона Косиэн на один год. Команда Рюё впоследствии побеждает в соревнованиях стадиона и выходит в полуфинал, но проигрывает в нём. Затем команда Рюё отправляется за победой на пригласительный чемпионат, который проходит в том же году.
Когда у Ко и Аобы начинаются летние каникулы, девочка по имени Аканэ Такигава, поразительно похожая на Вакабу, поселяется рядом с Ко. Её появление приводит к смешанным чувствам между персонажами, в особенности между Ко, Аобой и Акаиси (которому также нравилась Вакаба). Вскоре Аканэ становится подругой Ко и сестёр Цукисима и начинает работать в кафе, принадлежащему семье Цукисима. В начале следующего года происходит новое развитие романтических отношений между героями, когда Юхэй начинает проявлять интерес к Аобе. А между тем в школе Сэйсю появляется новый помощник тренера, которым оказывается Дзюмпэй, старший брат Юхэя. Итиё пообещала Дзюмпэю выйти за него замуж, если школьной команде Сэйсю удастся победить на чемпионате.
Начинается следующий летний чемпионат по бейсболу. В первом туре команда Сэйсю «всухую» побеждает оппонентов из команды средней муниципальной школы Мацунами. Во втором раунде они сталкиваются с командой школы Сэна, которую возглавляет Тацумаса Мики, игрок из теперь уже бывшей основной команды Сэйсю, которая в своё время в первом же раунде одержала победу над запасной командой. Команда Сэйсю, проведя практически совершенную игру, побеждает соперников.

### Третья часть
Чемпионат по бейсболу продолжается. Вскоре после очередной победы команды Сэйсю Аканэ попадает в больницу из-за неизвестной болезни. Первоначально Акаиси сильно переживает за состояние Аканэ и не может сосредоточиться на игре. Ко обещает Аканэ пойти с ней на свидание, если его команда одержит победу. Однако болезнь Аканэ оказывается тяжелее, чем предполагалось, и ей назначают хирургическую операцию, которая должна начаться одновременно со стартом финального тура против команды Рюё. Перед началом игры Ко признаётся Аобе в любви. Аоба считает, что он её обманывает, но вскоре понимает, что его слова искренни. Команда Сэйсю после дополнительной подачи мяча побеждает в финальном туре и завоёвывает победу в турнире. В конце Акаиси навещает Аканэ, которая идёт на поправку, а Ко и Аоба, держась за руки, идут к железнодорожной станции.

## Персонажи
Ко Китамура (яп. 樹多村 光 Китамура Ko)
Сэйю — Мию Ирино
Главный герой манги. В самом начале он является учеником пятого класса начальной школы, а позднее поступает в среднюю школу Сэйсю. С самого детства он много времени проводит с Вакабой, и их семьи смотрят на них, как на пару. Он не показывает посторонним своего интереса к бейсболу и регулярно тренируется в центре Цукисима. Тренировки он начал с тех пор, как научился держать в руках бейсбольную биту. По мнению других персонажей, включая Итиё, Юхэя и Дзюмпэя, Ко очень похож на Аобу. В частности, они оба очень талантливы и любят поспорить между собой (что Дзюмпэй также считает их общей чертой). Увидев тренировочную игру команды Аобы в начальной школе, Ко был настолько вдохновлён её навыками, что сам захотел стать питчером, и по настоянию Вакабы он перенимает режим тренировок Аобы. Придя в среднюю школу, он по просьбе своих друзей Акаиси и Наканиси присоединяется к школьной бейсбольной команде. Благодаря приобретённым навыкам подачи он становится лучшим стартовым питчером, а также отличным нападающим. Ко сам себя считает неуверенным в себе человеком и прекрасным вруном. Несмотря на некоторое взаимное непонимание, Ко и Аоба сильно сближаются, так как они оба очень любят Вакабу. Ко принимает близко с сердцу всё, что ему говорит Аоба, и ценит её мнение более чем кто-либо другой.
Аоба Цукисима (яп. 月島 青葉 Цукисима Аоба)
Сэйю — Харука Томацу
Главная героиня. Третья дочь в семье Цукисима, она на один год младше Ко и Вакабы. Девочка-сорванец, очень любит бейсбол. Когда она была маленькой, её отец часто играл с ней в мяч, и поэтому она стала сильным питчером. На стене её комнаты висит плакат с изображением Рёты Игараси, знаменитого питчера. Когда она была маленькой, она сказала Вакабе, что заинтересуется только тем парнем, который сможет подать мяч на скорости около 160 км/ч. Она владеет прекрасно отточенным навыком подачи в различных формах. Ко пытается научиться подавать так же, как она. Так как она девочка, то не может принимать участие в официальных школьных играх, а на простых она обычно занимает центральную позицию на поле или же ставит Ко на место питчера. Многие младшие школьники поражены тем, сколько усилий она прикладывает в каждой игре и тем, как она учит их. Поэтому они усиленно работают, чтобы не разочаровать её. Ко считает, что она расстроена тем, что никогда не сможет принять участие в официальной игре. А Юхэй указывает на то, что она просто использует Ко, чтобы попасть на Косиэн.
В первой части манги Аоба очень близка к Вакабе и, по словам Итиё, недовольна тем, что та много времени проводит с Ко. Она часто открыто заявляет о чувстве неприязни к Ко и на протяжении всей истории постоянно склочничает с ним. Несмотря на это, она, как считают персонажи, очень похожа на него по поведению и талантам. Когда Ко становится лучшим питчером школы, Аоба постепенно начинает признавать его качества, как игрока, и отныне более охотно даёт ему советы и даже учит его новому способу подачи. В конце концов она признаёт, что верит в то, что он сможет осуществить последнюю мечту Вакабы — принять участие в соревнованиях на Косиэне. Её иногда дразнят за схожесть с Ко по поведению и привычкам. Её имя означает «зелёный лист» (или «свежий лист»).

## Медиа-издания

### Манга
Манга Cross Game была написана и проиллюстрирована Мицуру Адати. Публикацией манги занималось издательство Shogakukan. Выпуск начался 11 мая 2005 года в журнале сёнэн-манги Shōnen Sunday, и завершился 17 февраля 2010 года. В апреле 2010 года был выпущен последний, семнадцатый том. Серия манги поделена на несколько частей. Первая часть под названием «Сезон Вакабы» содержит в себе только первый том. Её действие происходит, когда главные герои ходят в начальную школу. Вторая часть, «Сезон Аобы», включает в себя тома со 2-го по 14-й и начинается четыре года спустя после событий первой части. В октябре 2008 года серия временно не выпускалась, а возобновлён был выпуск в марте 2009 года с выходом третьей части, которая не имеет названия и включает в себя тома с 15-го по 17-й.
Манга была лицензирована для продаж во многих странах мира: во Франции (компания Editions Tonkam), в Италии (Flashbook Editore), в Южной Корее (Daiwon C.I.), в Гонконге (Jonesky), на Тайване (Chingwin Publishing Group), в Индонезии (Elex Media Komputindo), и в Таиланде (Vibulkij Publishing).
В марте 2010 года компания Viz Media лицензировала мангу в Северной Америке. Первый том, состоящий из трёх оригинальных танкобонов, был опубликован 12 октября 2010 года, в настоящее время публикация продолжается.

### Аниме
На основе манги Cross Game студией SynergySP было создано аниме. Режиссёром выступил Осаму Сэкита, дизайном персонажей занимался Юдзи Кондо, а созданием музыки — Котаро Накагава. Премьера сериала состоялась 5 апреля 2009 года по японскому каналу TV Tokyo. Показ новой серии проходил во временном интервале 10:00 — 10:30. Сериал также транслировался и по другим каналам, например по AT-X, а с апреля 2009 года начался показ нескольких серий в один день. Показ завершился 28 марта 2010 года. Первое DVD-издание сериала было выпущено в Японии 24 июля 2009 года, последующие издания выпускались ежемесячно.
Компания Viz Media начала дистрибуцию аниме Cross Game в Северной Америке в мае 2010 года.

### Музыка
Открывающая композиция Summer Rain была написана Кентаро Кобути и прозвучала в исполнении японской группы Kobukuro. Она была выпущена компанией Warner Music Group 15 апреля 2009 года в обычном и ограниченном изданиях, и заняла 2-ю позицию на хит-параде компании Oricon. Закрывающая тема для серий с 1-й по 13-ю, Heartfelt Dream (яп. 恋焦がれて見た夢 кои когаретэ мита юмэ), была создана и исполнена Аякой про поддержке Синтаро Токиты. Она была выпущена в качестве сингла компанией Warner Music Japan 22 апреля 2009 года, и по версии Oricon заняла 6-е место. Сингл, являющийся закрывающей темой серий с 14-й по 26-ю, Orange Days (яп. オレンジDays орендзи дэйз), был выпущен Warner Music Japan 5 августа 2009 года. Закрывающая тема для серий с 27-й по 39-ю, Moeruyō na Koi ja naikedo (яп. 燃えるような恋じゃないけど), исполнителя Tsuru была выпущена 11 ноября 2009 года. Закрывающую композицию для серий с 40-й по 49-ю, Rehearsal (яп. リハーサル рихаисэру), исполняет Нацуко Кондо. И последняя закрывающая композиция, прозвучавшая в конце 50-й серии, была также исполнена Кондо и называлась Loving Maiden (яп. 恋スル乙女 коисуру отомэ).

## Награды и отзывы
В 2009 году манга получила 54-ю премию манги Shogakukan в номинации «сёнэн манга». Первый том французского издания манги был удостоен награды Prix Tam-Tam Dlire Manga 2007. Манга также была упомянута в 2007 году на конференции Международного исследовательского общества детской литературы в качестве академического примера изложения истории с использованием «немых» сцен, которые, как отмечалось, доводят до читателя более глубокий смысл происходящего.
На сайте Anime News Network были положительно отмечены первые два тома манги, которые, по мнению обозревателей, «прекрасно раскрывали жанр повседневности». В частности было сказано, что «несмотря не некоторые нестыковки в сюжете, ничто не может сравниться с удовольствием, полученным от прочтения этого произведения». Французское издание манги, имевшее большой успех, также удостоилось положительных отзывов на сайте Manga News. Отмечались «трогательные и забавные персонажи», попадающие в забавные ситуации, понятный стиль рисунка, а также прекрасная постановка сцен бейсбола. Мицуру Адати хвалили за то, что ему удалось объединить «мир спорта и любовные отношения, которые не показаны в полной мере, но так ожидаемы», а также за создание ключевых сцен без использования диалогов. Обозреватель отмечал, что хотя художественный стиль Адати и не претерпел больших изменений по сравнению с предыдущими работами, разметка стала гораздо лучше, а сцены действия — более динамичными, чем раньше. На сайте Anime Land Адати также удостоился положительных отзывов за «продуманность сюжета», правдоподобие истории, создание обаятельных второстепенных персонажей, и способность показать комическое событие всего в одном кадре. Обозреватель утверждал, такое событие, как смерть Вакабы является «особо примечательным и создаёт истинный смысл для всей истории».
Первая серия аниме была названа «шедевром нового сезона» на сайте ANN, где также были размещены положительные отзывы о музыкальном сопровождении, как о «небогатом, но очень действенном». Два обозревателя из ANN поставили аниме самую высокую оценку из доступных, при этом один из них добавил, что оно заслуживает даже более высокой оценки, а другой отметил «честное и искреннее повествование». Аниме было признано схожим с предыдущими аниме-адаптациями по произведениям Адати, но имело положительные оценки по многим показателям.
Крис Беверидж из Mania.com после просмотра первой серии отметил, что сериал «вызывает чувство ностальгии» в связи со схожестью дизайна персонажей с аналогами из мультсериалов 1980-х и 1990-х, обратив внимание на «чудесную простоту» и детализацию прорисовки. Беверидж положительно отозвался об анимации, подчеркнув, что сериал имеет большой потенциал для привлечения зрителя к просмотру. Он также был приятно удивлён тем, как череда событий первой серии была продолжена во второй, сравнив стиль с аниме Kimagure Orange Road, которое, как он подчеркнул, является одним из его любимых произведений. Ему особо понравилось многообещающее развитие романтических чувств между Ко и Вакабой, и то, как это повлияло на сложившиеся в дальнейшем отношения между Ко и Аобой.
Беверидж отметил, что события третьей серии «развиваются достаточно спокойно», что позволяет разглядеть истинную сущность нескольких персонажей, а вот события четвёртой серии, где особое внимание уделяется Ко и его друзьям, «снова набирают обороты». Он похвалил пятую серию, назвав взаимодействие Ко и Аобы «очень привлекательным и напоминающим поведение давних друзей», отметив также, что к концу шестой серии «основное место в сериале начинает занимать бейсбол». Также его положительного отзыва удостоилась седьмая серия,, а именно использование флешбэков, которые показывают, как события прошлого влияют на персонажей в настоящем, и динамика игры в бейсбол, которая «отличает произведение от остальных спортивных зрелищ».